# Gymnasium an der Wolfskuhle

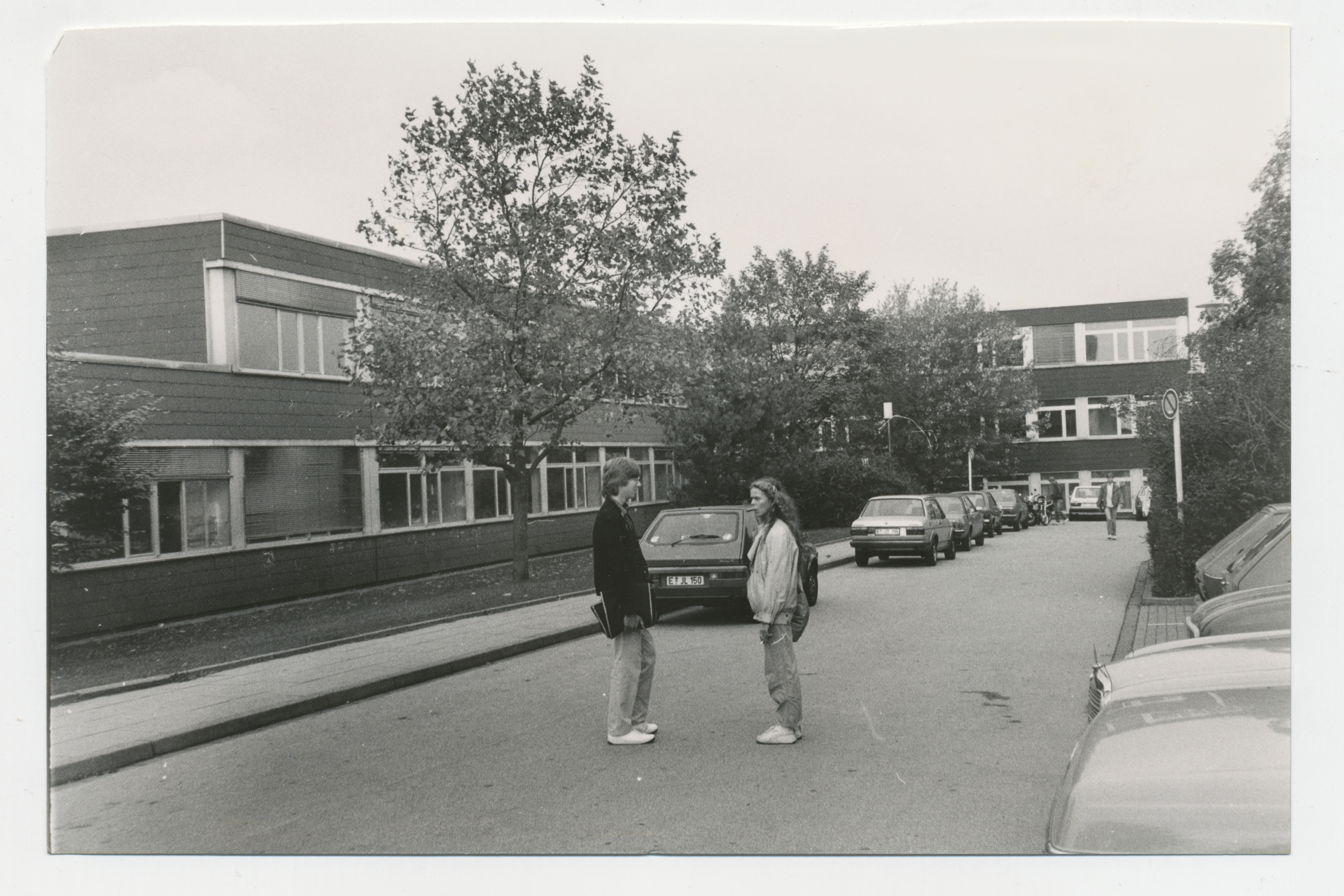
Gymnasium an der Wolfskuhle im Oktober 1983

Das Gymnasium an der Wolfskuhle im östlichen Essener Stadtteil Steele wurde 1968 als erste Koedukationsschule in Essen gegründet. Sie wird derzeit von rund 900 Schülern besucht, für die über 70 Lehrkräfte zur Verfügung stehen. Schwerpunkte werden in bilingualer Ausbildung in englischer Sprache, Natur- und Gesellschaftswissenschaften sowie in Literatur, Musik und Theater gesetzt.

## Geschichte
Der Name Wolfskuhle geht auf den alten Flurnamen Wolfskuhle zurück, der 1685 als Wulfeskuhle erstmals genannt wird.
Bevor das Gymnasium an der Wolfskuhle errichtet wurde, gab es in Essen-Steele mit dem bis heute bestehenden Carl-Humann-Gymnasium, das auf eine Gründung im Jahre 1854 zurückgeht, eine sogenannte höhere Schule, doch zunächst nur für Jungen.
Da die Schülerzahlen im Großraum Steele Ende der 1960er Jahre, auch durch neu entstehende Wohnsiedlungen wie dem Bergmannsfeld und dem Isinger Feld, deutlich anstiegen, wurde ein weiteres Gymnasium im Stadtbezirk notwendig. Die Zahl der Gymnasiasten stieg von 9000 im Jahr 1962 auf 15.500 im Jahr 1968. Mit Beginn des Schuljahres 1968 wurden am Viktoria-Mädchengymnasium in Huttrop und am Carl-Humann-Jungengymnasium in Steele je drei Eingangsklassen für das Gymnasium an der Wolfskuhle gemeldet. Damit war für die Wolfskuhle die Koedukation, der gemeinsame Schulbesuch von Jungen und Mädchen, vorgesehen.
Die Geschichte des Gymnasiums an der Wolfskuhle nahm ihren Anfang am 31. Oktober 1968, als sich Klassenpflegschaftsvorsitzende des vorherigen Städtischen neusprachlichen Gymnasiums für Jungen und Mädchen zusammensetzten und entschieden, eine gemeinsame Schule zu gründen. Trotz der Gründung im Jahre 1968 wurde erst im Frühjahr 1969 mit den Bauarbeiten begonnen, so dass der erste Bauabschnitt des Schulgebäudes im Wert von 1,3 Millionen D-Mark am 12. Dezember 1969 eingeweiht wurde. Bis dahin wurde der Unterricht für Mädchen in der alten Steeler Rektoratsschule an der Westfalenstraße, dem heutigen Grend-Kulturzentrum, in den Räumen der Bildungsanstalt für Frauenberufe abgehalten. Die Jungen gingen in die Schule am Lönsberg in Huttrop. Die Schülerzahl stieg auf 493 in 13 Klassen, die aus Mangel an Räumlichkeiten in Vor- und Nachmittagsschichten unterrichtet werden mussten, bis Ende 1969 erste Räume an der noch im Bau befindlichen Schule an der Wolfskuhle bezogen werden konnten. Anfang der 1970er Jahre wurden bereits 900 Schüler in 25 Klassen von 23 Lehrerinnen und Lehrern unterrichtet.
Im Februar 1974 wurde der nun fertiggestellte gesamte Gebäudekomplex des Gymnasiums an der Wolfskuhle durch den Oberbürgermeister Horst Katzor eröffnet. Das Haus, das auch über eine Aula mit Platz für rund 500 Personen verfügt, kostete insgesamt rund 17 Millionen D-Mark. Dazu gehören ein Asche-Sportplatz und eine Dreifachturnhalle mit Tribüne. Diese Turnhalle diente im November 1987 etwa 170 Patienten des nahen Lutherkrankenhauses (heute Alfried Krupp Krankenhaus Steele) als Notunterkunft, als dieses brannte.

### Erich Kästner-Gesamtschule
Im Anschluss wurden auf dem nördlichen Gelände weitere Gebäude für eine Real- und eine Hauptschule errichtet, für die weitere 15 Millionen D-Mark investiert wurden. Beide wurden im Sommer 1976 durch Oberbürgermeister Horst Katzor eröffnet. Eine weitere Turnhalle wurde nördlich der bestehenden Dreifachturnhalle errichtet, musste jedoch Anfang der 1980er aufgrund von Bergschäden gesperrt und abgerissen werden. Es folgte ein Neubau zwischen Hauptschule und Sportplatz. Die Real- und die Hauptschule wurden 1988 zur Erich Kästner-Gesamtschule zusammengelegt. Sie erhielt im Jahr 2002 den Titel Schule gegen Gewalt – Schule ohne Rassismus.

### Sanierungsmaßnahmen
Im Jahr 2011 wurden sowohl an den Gebäuden des Gymnasiums als auch der angrenzenden Erich Kästner-Gesamtschule asbesthaltige Fassadenelemente und die schwarzen asbesthaltigen Schindeln entfernt. 2012 stellte der Essener Architekt Christofer Allerkamp die Fassadensanierung des Schulzentrums auf dem Tag der Architektur 2012 vor.
Der Sportplatz wurde 2012 durch die Stadt geschlossen, da der Platz nicht mehr durch den Platzwart, der zuvor in den Ruhestand trat, gepflegt wurde.
In den Sommerferien des Jahres 2014 wurden Umbaumaßnahmen für eine integrative Beschulung durchgeführt und damit kleine Räume für die Bedürfnisse von Förderunterricht geschaffen.
Anfang 2018 wurden durch die Stadt Essen Gelder zur Sanierung der Dreifach-Sporthalle bereitgestellt, deren teils durch eindringende Feuchtigkeit beschädigter Boden ausgetauscht werden musste. Nach Abschluss der Arbeiten Ende September 2020 wurde die Sporthalle am 1. Oktober 2020 eingeschränkt wiedereröffnet. Optimierungen der neuen Lüftungsanlage stehen jedoch noch aus.

## Gymnasium an der Wolfskuhle
Das Gymnasium an der Wolfskuhle bietet das Abitur nach der zwölften Jahrgangsstufe, kurz G8. Für sein Angebot in den MINT-Fächern wurde das Gymnasium 2014 und 2017 ausgezeichnet. Den Europäischen Schulmusikpreis gewann die Schule für ihr Angebot im Bereich Musik und Theater im Schuljahr 2014/2015.

### Schwerpunkt Theater und Musik
Seit den 1980er Jahren besteht ein Theater an der Wolfksuhle, zusammengesetzt aus verschiedenen Arbeitsgemeinschaften für alle Jahrgangsstufen und Literaturkurse für die Oberstufe. Dabei gewann die Theatergruppe 2001 den Oskar beim Schülertheatertreffen Ruhr-Pott, und der englische Literaturkurs im Jahr 2017 den Sonderpreis beim Bundeswettbewerb Fremdsprachen für ihre Inszenierung von Hamlet.
Die verschiedenen Theaterkurse und Arbeitsgemeinschaften präsentieren ihre Arbeit bei den halbjährlichen WOKULTUR-Events (WOKULTUR: Wortspiel aus Wolfskuhle und Kultur). Dort spielt unter anderem auch die Drumline, die 2011 gegründet wurde. Die Drumline übernimmt oft die rhythmische Begleitung bei den jährlichen Big-Band-Konzerten.
2007 entstand unter der Leitung von Johan Malan das Orchester, bestehend aus 35 bis 40 Mitgliedern, die für das Orchester selbst arrangierte Stücke spielen. Unterstützt werden sie oftmals durch den Chor der Wolfskuhle, den es seit 2010 gibt. Ursprünglich bestand dieser aus zwölf Oberstufenschülern unter der Leitung von Saskia Malan. Mittlerweile haben sich daraus zwei weitere Chöre entwickelt, die Woku-Voices für die Jahrgangsstufen 5–7 und den Hard-Chor für die Jahrgangsstufen 8–12.
Gemeinsame Produktionen aller musischen Gruppen spielen bei den Musicals mit, die alle zwei Jahre aufgeführt werden. Erstaufführung eines Musicals war Grease im Jahr 2002. 2011 wurde Little Shop of Horrors 2011 uraufgeführt. 2017 gab es die Produktion der Woku-Adaption von Blues Brothers.
Aus den Musik- und Theaterangeboten am Gymnasium an der Wolfskuhle gingen neben schulischen Produktionen auch Musiker und Schauspieler hervor. Unter anderem Leonie Burgmer, die 2012 in der Casting-Show Unser Star für Baku teilnahm, oder Roland Riebeling, der neben seiner Theaterkarriere im Kölner Tatort spielt.

#### United Brass Big Band
1993 wurde die United-Brass-Big-Band als Human(n)-Brass-Bigband am Carl-Humann-Gymnasium in Steele von 15 Schülern und von Robert Maruhn, der dort Musiklehrer war, gegründet. 1994 stellte sich die Band erstmals öffentlich im Konzert vor. Diese Band, in der Schüler von der fünften Klasse bis hin zu Abiturienten an Trompete, Saxophon, Querflöte Posaune oder in der Rhythmusgruppe spielen, wuchs bis zuletzt (Stand: Sommer 2018) auf 48 Mitglieder und spielt eigene Mischungen aus Jazz, Blues, Rock und Soul. Seit 1997 veröffentlicht die Band CDs und ist bis heute bei Auftritten im Stadtteil zu sehen.

### Schulsanitätsdienst

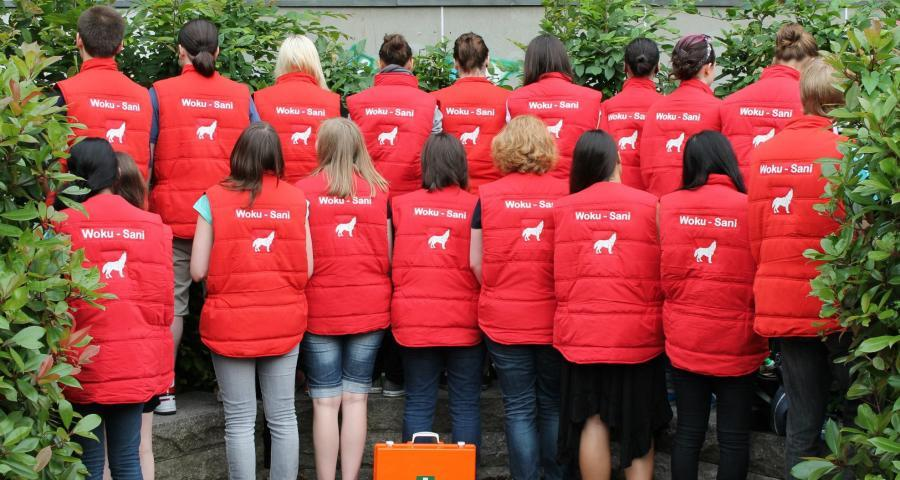
Die Woku-Sanis

In das Schuljahr 2015/16 starteten die WOKU-Sanis (Wolfskuhlen-Sanitäter) mit einem 31-köpfigem Team, bestehend aus Schülerinnen und Schülern der Stufen 9 bis Q2.
Bei dem Schulsanitätsdienst handelt es sich seit seiner Gründung um eine offizielle Jugend-Rotkreuz-Gruppe, die dem Kreisverband Essen (JRK/DRK) zugeordnet ist. Alle Schülersanitäter sind automatisch im JRK aktiv und erhalten ihre Ausbildung in der Ersten Hilfe durch einen Ausbilder der Ersten Hilfe des DRK Essen während der regelmäßig stattfindenden Arbeitsgemeinschaft. Die Gruppenleitung wird jeweils von WOKU-Sanis, nach Wahl in der Jahressitzung übernommen.

### Streitschlichter
Schüler aus der Oberstufe helfen bei der Schlichtung/Beilegung von Konflikten, indem sie Schlichtungsgespräche führen. Die Streitschlichtung ist so organisiert, dass in der neunten Klasse eine Arbeitsgemeinschaft zur Ausbildung zum Streitschlichter angeboten wird. Die Ausbildung läuft dann über das Schuljahr hinweg. Im darauffolgenden Jahr in der Einführungsphase werden die ausgebildeten Schüler eingesetzt, um jüngeren Schülern beim Lösen von Konflikten behilflich zu sein.

## Ehemalige Schüler
- Anette Kramme, Politikerin (SPD)
- Roland Riebeling, Schauspieler
- Dr. Pop (Markus Henrik), Musikwissenschaftler und Musikkabarettist